# Le Filet américain
Pour plus de détails, voir Fiche technique et Distribution.
Le Filet américain (België door de vleesmolen) est un film film néerlandais réalisé par Robbe De Hert et Chris Verbiest, sorti en 1979.

## Fiche technique
- Titre : Le Filet américain
- Titre original : België door de vleesmolen
- Réalisation : Robbe De Hert et Chris Verbiest
- Scénario : Robbe De Hert
- Photographie : Gérard Collet
- Montage : Chris Verbiest, Robbe De Hert
- Production: Robbe De Hert
- Sociétés de production : Fugitive Cinema
- Pays :  Pays-Bas
- Langue : néerlandais
- Genre : Documentaire
- Durée : 91 minutes
- Format : 16 mm
- Couleurs : noir et blanc et couleurs
- Dates de sortie : 
  -  Belgique : février 1979

## Distribution
- Benoît Lamy (commentaires du prologue)
- Robbe De Hert (commentaires)
- Ernest Mandel (portrait)
- Paul Vanden Boeynants (portrait)